# Африканський голкохвіст
Африканський голкохвіст (Neafrapus) — рід серпокрильцеподібних птахів родини серпокрильцевих (Apodidae).

## Види
Виділяють три види роду Бурий голкохвіст:
- Голкохвіст ангольський (Neafrapus boehmi)
- Голкохвіст нігерійський (Neafrapus cassini)

## Етимологія
Наукова назва роду Neafrapus походить від сполучення слів дав.-гр. νεος — новий, лат. Afra — африканський і наукової назви роду Серпокрилець (Apus Scopoli, 1777).